# Archivo Provincial de las Escuelas Pías de Aragón
El Archivo Provincial de las Escuelas Pías de Aragón también llamado Escuelas Pías de Aragón alberga parte del patrimonio documental aragonés y tiene su sede en la ciudad aragonesa de Zaragoza (España).

## Historia
El Archivo de las Escuelas Pías de Aragón conserva los documentos de la Provincia de Aragón de la Orden de los clérigos regulares pobres de la Madre de Dios de las Escuelas Pías fundada por San José de Calasanz (1557-1648).
Los religiosos escolapios se organizan en Comunidades Locales establecidas en Casas religiosas. Las agrupaciones de Casas forman las Comunidades de grado superior: Vicariatos Provinciales, Viceprovincias, Provincias y Delegaciones Generales. La Provincia de Aragón se crea en 1742 al dividirse en dos la Provincia de España: la Provincia de Aragón y la Viceprovincia de Cataluña.
La Provincia escolapia de Aragón ha sido lo que los escolapios definen como Provincia Madre pues de ella nacieron las de Castilla (1754), Valencia (1833), Vasconia (1933) y la Provincia de Argentina en 1964. Entre sus casas, la Provincia de Aragón cuenta con la de Peralta de la Sal, cuna del fundador de la orden, creada en 1695. De la Provincia de Aragón dependió la Viceprovincia de Nueva York-Puerto Rico, la cual se unió en 2011 con la Provincia de Estados Unidos formando así  la nueva Provincia de Estados Unidos – Puerto Rico. En la actualidad, de la Provincia de Aragón depende el Vicariato Provincial de Camerún.

## Provincia de Emaús
El 30 de diciembre de 2012, la Congregación General comunicó el Decreto de erección de una nueva Provincia, denominada Provincia de Emaús que resultaba de la unión de las provincias escolapias de Aragón, Vasconia y Andalucía.

## Edificio
El Archivo Provincial de las Escuelas Pías de Aragón se ubica en el edificio del Colegio de las Escuelas Pías de Zaragoza, sito en la calle Conde de Aranda, núm. 2, de esa ciudad aragonesa.
En 1733 el arzobispado de Zaragoza adquiere una casa amplia en la calle Cedacería, actualmente Avenida César Augusto, donde se instaló la primera escuela. A finales del siglo XIX se realizaron diferentes obras en el edificio siendo notables las  que llevó a cabo el arquitecto Félix Navarro en el oratorio y el observatorio. En 1915, cuando el colegio ocupa ya toda la manzana por la sucesiva compra de casas adyacentes, se acometen diversas obras de acondicionamiento, modificándose, entre otras cosas, la fachada. Las obras fueron realizadas por Miguel Ángel Navarro Pérez (1883-1956), arquitecto cuya producción ha dejado importantes actuaciones en la ciudad de Zaragoza.
En 1978 el edificio es declarado Bien de Interés Cultural (BIC) por Real Decreto del Ministerio de Cultura de 29 de diciembre de 1978 (Boletín Oficial del Estado de 20 de febrero de 1979). Por Orden de 19 de febrero de 2002 del Departamento de Cultura y Turismo del Gobierno de Aragón, se completa la declaración de este edificio como BIC.

## Fondos documentales
En 2011 se inicia la digitalización de su rico patrimonio documental para su publicación en internet. En 2013 están accesibles  a través del buscador DARA, Documentos y archivos de Aragón las series que llevan por título Capítulos Provinciales,  Capítulos locales y la obra del P. Ángel Clavero de la Asunción Libro de Historia de las Escuelas Pías de Sudamérica.
1. Capítulos Provinciales (1742-1958). Contienen las actas de todos los Capítulos Provinciales de las Escuelas Pías de Aragón desde su creación. A través de ellas puede estudiarse la división de la Provincia de Aragón y la creación de nuevas Provincias en España. Hasta fechas recientes las actas se redactaron en latín.
2. Capítulos locales (1742-1948). Incluye las actas de los Capítulos Locales de las Comunidades de la Provincia de Aragón, las cuales permiten conocer la historia de cada comunidad y cada colegio por lo que son de gran importancia para la historia de la enseñanza en España.
3. Historia de las Escuelas Pías de Sudamérica (1836-     ). Son 4 volúmenes que comprenden la Historia general, los Colegios y los Religiosos distinguidos por sus obras. Comienza con la llegada de los escolapios a Uruguay en 1836.

## Acceso
El acceso a los documentos digitalizados del Archivo de las Escuelas Pías de Aragón es libre a través del buscador DARA, Documentos y Archivos de Aragón.